# Єльня (болотний масив)
55°32′53″ пн. ш. 27°50′43″ сх. д. / 55.54806° пн. ш. 27.84528° сх. д.
Болотний масив Єльня (біл. Балотны масіў Ельня) — один із найбільших у Білорусі комплексів верхових та перехідних боліт, з великими озерами. Міститься на півночі країни у Вітебській області.

## Опис
Для охорони боліт створено заказник «Єльня». По всій болотній території є невеликі острови, покриті дрібнолистовими та ялиновими лісами. Більша частина болотного масиву заросла невисокою хвоєю, але трапляються доволі значні відкриті ділянки з дрібними озерами та джерелами чистої води. Рослинність на болотній частині заказника характерна для верхових боліт і представлена хвойно-хмизняково-сфагновими та хмизняково-сфагновими сполученнями.
Болотний масив Єльня розташований на вододілі річкових басейнів. Його центральна частина вище периферійних ділянок на 7 метрів. Глибина торфових відкладень становить 3 м, а місцями досягає 8,3 м. З болотного масиву витікає три річки. На території болота налічується понад 100 озер, що являють собою рештки колись єдиного великого озера. Більшість із них пов'язані між собою річками та протоками. Основу водного живлення боліт складають ґрунтові води та дощові опади.
У зв'язку з меліорацією прилеглих територій відбулися істотні зміни гідрологічних умов комплексу, що призвело до зниження рівня ґрунтових вод, що стало однією з основних причин пожеж на болоті.
Через важкодоступність та специфіку ландшафту (близько 60% лісу росте на болоті, а самі ліси характеризуються низькою продуктивністю), територію використовують обмежено. Лісоексплуатаційні роботи ведуться в основному на периферії болотного масиву, сільськогосподарська діяльність відсутня. Територія використовується як для промислового, так і для любительського збору грибів та ягід. На озерах місцеве населення ловить рибу.